# Servicio de Publicaciones de la Universidad Autónoma de Barcelona
El Servicio de Publicaciones de la Universidad Autónoma de Barcelona (en catalán Servei de Publicacions de la Universitat Autònoma de Barcelona) nació en 1979. Como editorial universitaria, su actividad se centra en dar soporte a la docencia mediante la publicación de materiales didácticos dirigidos a las titulaciones impartidas en la propia universidad, en contribuir a la difusión de la actividad científico-técnica a través de la publicación de libros, revistas científicas y tesis doctorales. Actualmente, las principales líneas de trabajo del Servicio de Publicaciones están centradas en promover la publicación de libros y revistas en formato electrónico e impulsar el lanzamiento de nuevas colecciones de carácter divulgativo. 

## Colecciones destacadas

### Gabriel Ferrater
Colección de obras de creación literaria, entre las que se encuentran los premios literarios que convocan la Universidad Autónoma de Barcelona y el Ayuntamiento de Cerdanyola del Vallès.

### El espejo y la lámpara
Colección que acerca a la sociedad obras de ensayo de temática actual y original, surgidas de la comunidad universitaria, desde la reflexión, la profundidad y el espíritu crítico.

### Materiales
Amplia y variada colección destinada a publicar materiales de soporte para los estudios impartidos en la UAB, que ya cuenta con más de 200 títulos.

### Congresos
Colección destinada a preservar el conocimiento y progreso de expertos e investigadores a través de la recopilación de las actas de jornadas, simposios, congresos y reuniones científicas en general.

### Documentos
Colección de materiales didácticos y de investigación de diversas materias, que sirven tanto como material de soporte a la docencia como de difusión y divulgación de la investigación universitaria.

### Manuales de la UAB
Colección sobre diversas áreas de conocimiento, con una amplia perspectiva de los temas que trata cada obra. Está concebida como obras de referencia para estudiantes y profesionales que quieran obtener una visión clara y general del estado de la cuestión de los temas que se exponen.

### Trivium
Colección que se edita en colaboración con la Escuela Universitaria de Enfermería y de Fisioterapia "Gimbernat" y consta de tres apartados: Enfermería, Fisioterapia y Multimedia.

## Títulos y autores destacados
| Año  | ISBN          | Título                                                                                | Colección              | Autor                  |
| ---- | ------------- | ------------------------------------------------------------------------------------- | ---------------------- | ---------------------- |
| 2013 | 9788449038945 | El equilibrio del miedo                                                               | GABRIEL FERRATER       | Jordi Jordana          |
| 2012 | 9788449028939 | La cortina de saca                                                                    | GABRIEL FERRATER       | Miquel Aguirre         |
| 2010 | 9788449026119 | Nunca sabrás a qué huele Bagdad                                                       | GABRIEL FERRATER       | Marta Tafalla          |
| 2013 | 8449093969547 | El mito de Atapuerca                                                                  | EL ESPEJO Y LA LÁMPARA | Oliver Hochadel        |
| 2012 | 9788493969523 | Las raíces cósmicas de la vida                                                        | EL ESPEJO Y LA LÁMPARA | Josep M. Trigo         |
| 2011 | 9788493871772 | Mentes lúcidas y longevas                                                             | EL ESPEJO Y LA LÁMPARA | Adolf Tobeña           |
| 2011 | 9788449025143 | Materials per a l'aprenentatge del Dret del Treball                                   | MATERIALS              | Francesc Pérez et al.  |
| 2011 | 9788449024931 | Lengua china para traductores                                                         | MATERIALS              | Helena Casas           |
| 2008 | 9788449023904 | Manual de psicología del pensamiento                                                  | MATERIALS              | Jordi Fernández et al. |
| 2013 | 9788449033346 | Maragall: textos i contextos                                                          | CONGRESSOS             | Glòria Casals          |
| 2013 | 9788449032387 | La física en la dictadura                                                             | CONGRESSOS             | Néstor Herran et al.   |
| 1998 | 9788449005353 | Curso práctico de terminología médica                                                 | DOCUMENTS              | Xavier Navarro         |
| 2012 | 9788449028922 | Guided error correction. Exercises for Spanish-speaking students of English. Level B2 | DOCUMENTS              | Michel Kennedy-Scanlon |
| 2006 | 9788449024218 | Catorce temas para entender la economía                                               | DOCUMENTS              | Raúl García-Durán      |
| 2013 | 9788449028847 | Manual d'història moderna universal                                                   | MANUALS                | Antonio Espino         |
| 2012 | 9788449028663 | Introducción a la filosofía medieval                                                  | MANUALS                | Jordi Mensa            |
| 2004 | 97844902367X  | Geometría plana i àlgebra lineal                                                      | MANUALS                | Ferran Cedó et al.     |
| 2013 | 9788449028908 | Els embenats terapèutics                                                              | TRIVIUM INFERMERIA     | Carme Llobet           |
| 2010 | 9788449026195 | Manual de Fisioteràpia Bàsica de l’Aparell Locomotor I                                | TRIVIUM FISIOTERAPIA   | Ester Bergel et al.    |
| 2011 | 9788449026362 | Programació multimèdia                                                                | TRIVIUM MULTIMÈDIA     | Joan Codina            |

## Revistas científicas destacadas

### Papers
Una publicación fundada por el Departamento de Sociología de la UAB el año 1972; es la decana de las revistas catalanas de sociología y una de las primeras en toda España.

### Enseñanza de las Ciencias
Enseñanza de las Ciencias se ha consolidado como un punto de referencia obligado, especialmente entre los profesionales del campo de la enseñanza de las matemáticas y de las ciencias experimentales de España e Iberoamérica.

### Documents d'Anàlisi Geogràfica
Una revista académica dirigida a los estudiosos y profesionales que se interrogan sobre las interacciones entre naturaleza, sociedad, política, economía y cultura dadas sobre el espacio en las diferentes escalas, y ante las cuales la geografía aporta análisis o respuestas.

### RPD
La Revista de Psicología del Deporte (RPD) fue fundada en 1992, y desde entonces su misión ha sido publicar trabajos originales de carácter científico que estén realizados con rigor metodológico y que supongan una contribución al progreso en el ámbito de la psicología del deporte.

### Athenea Digital
Revista que promueve la reflexión interdisciplinar en la tradición de las ciencias humanas y sociales. La revista aborda los fenómenos sociales contemporáneos en sus múltiples dimensiones y valora la reflexión rigurosa sobre la articulación entre los diferentes dominios de la actividad humana.